# Bryopolia transversa
Bryopolia transversa är en fjärilsart som beskrevs av Moore 1882. Bryopolia transversa ingår i släktet Bryopolia och familjen nattflyn. Inga underarter finns listade i Catalogue of Life.